# Große Mühl
Die Große Mühl ist ein orographisch linker Nebenfluss der Donau im westlichen Granit- und Gneishochland in Oberösterreich. Der offizielle bayerische Name und die dialektale Bezeichnung des Flusses in Oberösterreich ist Michel bzw. Michelbach. Zusammen mit der Kleinen Mühl und der Steinernen Mühl ist die Große Mühl namengebend für die nördlich der Donau liegende Region Oberösterreichs, das Mühlviertel.

## Name
Der Fluss wurde im Jahr 1111 als ad Mŏhile erstmals schriftlich erwähnt. Der Name könnte sich von der germanischen Wortwurzel *muk- mit der Bedeutung „modrig, schimmelig riechen“ ableiten. Möglich wäre auch eine vorrömische Herkunft.

## Geografie

### Flusslauf

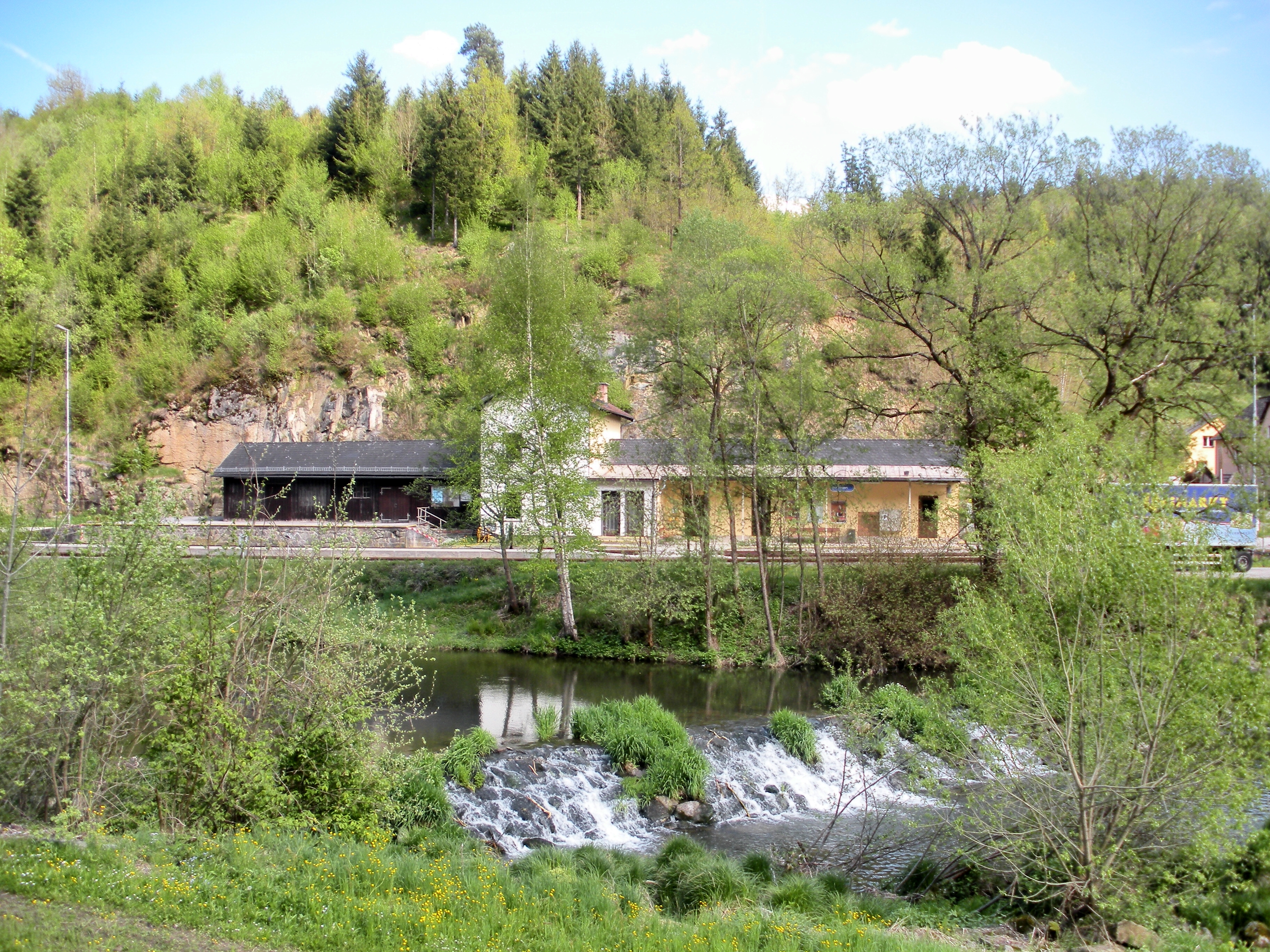
Große Mühl bei Neufelden (Bahnhof im Hintergrund)

Die Quelle befindet sich im Bayerischen Wald an der oberösterreichisch-bayerisch-tschechischen Grenze in einer Seehöhe von etwa 1260 Metern. Nach dem Übertritt auf österreichisches Staatsgebiet fließt der Fluss, den Markt Aigen passierend, entlang des Südfußes des Böhmerwaldes, bis er sich beim Markt Haslach mit der Steinernen Mühl vereinigt und Richtung Süden abbiegt. Nunmehr dient er einigen Kleinkraftwerken als Antriebsmittel.
Bei Neufelden ist der Fluss im Stausee Langhalsen für das erste Österreichische Großkraftwerk, das Speicherkraftwerk Partenstein, aufgestaut. In der Folge, vom Stausee Langhalsen bis zum Kraftwerk Partenstein, führt die Große Mühl Rest- und/oder Überwasser beziehungsweise Hochwasser. Diese Wassermenge wird durch kleinere einmündende Bäche erhöht. Der letzte Flussabschnitt unterhalb des Kraftwerkes, etwa einen Kilometer bis zur Donau, ist durch das Laufkraftwerk Aschach rückgestaut.
Nach einer Flusslänge von 70 Kilometern und etwa 1000 zurückgelegten Höhenmetern mündet die Große Mühl bei Untermühl (Gemeinde St. Martin im Mühlkreis) in die Donau.

### Zuflüsse
Die benannten Zuflüsse in Deutschland heißen:
- Brenner Bach (rechtsseitig)
- Gegenbach (linksseitig)
- Gegenbach (rechtsseitig)
- Göttlbach (linksseitig)
- Kleiner Michelbach (rechtsseitig)
- Liegbach (rechtsseitig)
- Riedelsbach (linksseitig)
- Saubach (rechtsseitig)
- Schimmelgraben (linksseitig)
- Ulerichbach (linksseitig)[5]

Die benannten Zuflüsse in Österreich heißen:
- Almesmühlbach (rechtsseitig)
- Auerbach (linksseitig)
- Bachmüllerbach (linksseitig)
- Baureither Bach (linksseitig)
- Bernbach (rechtsseitig)
- Dießenbach (rechtsseitig)
- Etzerreiterbach (rechtsseitig)
- Feuchtenbach (rechtsseitig)
- Finsterbach (rechtsseitig)
- Fleckbach (linksseitig)
- Frauenbach (linksseitig)
- Freundorfer Hausbach (linksseitig)
- Froschbach (rechtsseitig)
- Galgenbach (linksseitig)
- Grabenbach (linksseitig)
- Grabnhäuslbach (linksseitig)
- Hammerbach (linksseitig)
- Hausbach (rechtsseitig)
- Hintenberger Bach (linksseitig)
- Hinterleitenbach (linksseitig)
- Hofgrabenbachl (linksseitig)
- Iglbacher Mühlleitengräben (linksseitig)
- Iglmühlgraben (rechtsseitig)
- Jaunitzbach (linksseitig)
- Kandlschlagbach (rechtsseitig)
- Klafferbach (linksseitig)
- Kleinzellerbach (linksseitig)
- Krenbach (rechtsseitig)
- Krennmühlbach (rechtsseitig)
- Leibmerbach (linksseitig)
- Maurerbach (linksseitig)
- Moosbauerbach (linksseitig)
- Mühleibach (rechtsseitig)
- Mühlleitenbach (rechtsseitig)
- Mühlwaldbach (rechtsseitig)
- Neufeldener Bayrerbach (linksseitig)
- Oberfeuchtenbach (rechtsseitig)
- Pislingerbachl (linksseitig)
- Pötschbachl (rechtsseitig)
- Punsenbergbachl (linksseitig)
- Pürnsteinrunse (linksseitig)
- Reithbach (rechtsseitig)
- Roßgraben (rechtsseitig)
- Salnaubach (linksseitig)
- Sattlinger Bach (linksseitig)
- Saxenhofnerbach (linksseitig)
- Schinderbach (rechtsseitig)
- Schindergraben (rechtsseitig)
- Schindlaubach (linksseitig)
- Schwarzenberger Gegenbach (linksseitig)
- Sonnleithenbach (linksseitig)
- Steinerne Mühl (linksseitig)
- Stockingerbach (rechtsseitig)
- Teichbach (rechtsseitig)
- Urlseebach (linksseitig)
- Utzenbach (rechtsseitig)
- Wastlbacherl (linksseitig)
- Wipplingerbach (rechtsseitig)
- Wurmbrandbach (linksseitig)
- Zaglauer Bach (rechtsseitig)
- Zwettlbach (linksseitig)[1]

### Mühlen

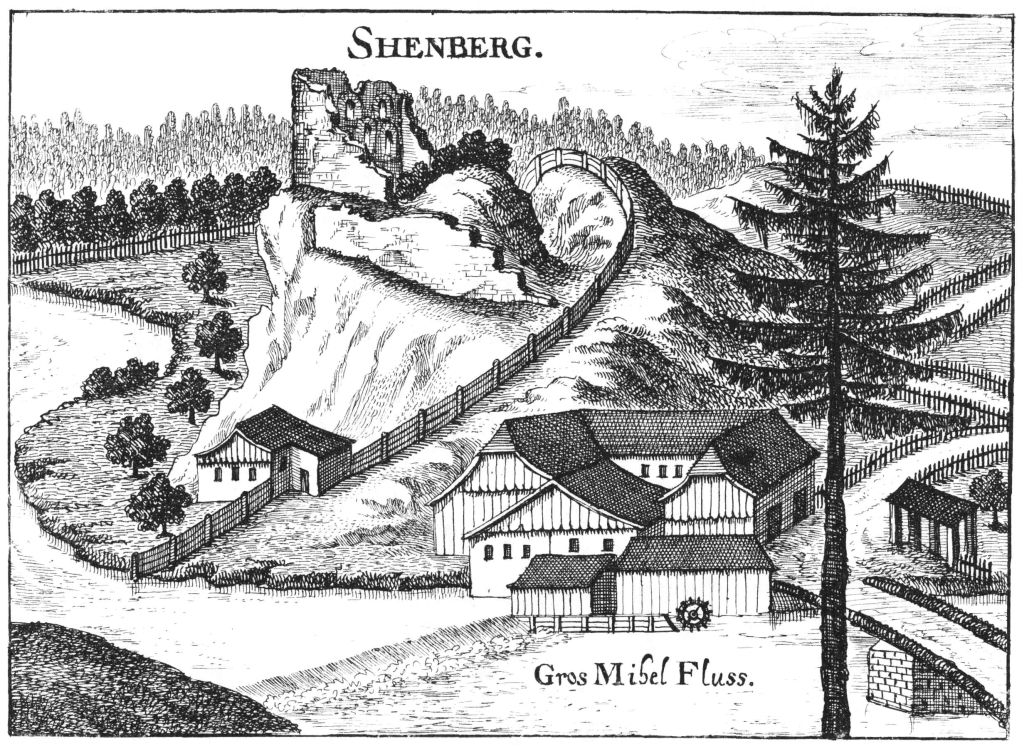
Schönbergmühle am „Gros Mihel Fluss“, 1674

Die vielen Mühlbetriebe an der Großen Mühl waren namensgebend für den Fluss und damit indirekt auch für das Mühlviertel:
1. Die Lanzmühle (Michleckmühle, Neuweltmühle, Schleglmühle) wurde 1770 von Johann Michael Scheiblberger (1727–1788) errichtet. Nach dessen Tod gelangte die Mühle in den Besitz seines Schwagers Carl Lanz und verblieb seither im Eigentum der Familie Lanz.
2. Die Rothmühle in Hinteranger war 1668 im Besitz von Egid Weiss und Maria Fröhlich, die Säge wurde 1872 errichtet. Die Rothmühle war bis etwa 1960 in Betrieb.
3. Die Seitelschläger Genossenschaftsmühle wurde im Jahr 1882 in Betrieb genommen und gehörte damals 23 Hausbesitzern von Seitelschlag. Die Mühle mit unterschlächtigem Wasserrad war bis zu den 1950er-Jahren voll in Betrieb.
4. Die Berdetschläger Bauernmühle wurde im Jahr 1870 von zwei Bauern in Berdetschlag errichtet und 1973 stillgelegt.
5. Die Steinmühle war ursprünglich die Dorfmühle von Ulrichsberg und wurde 1526 erstmals urkundlich erwähnt. 1727 wurde ein „Ölgang“ aufgerichtet, in dem Leinöl ausgeschlagen wurde. Das Sägewerk, in dem um 1970 bis zu 40 Arbeiter beschäftigt waren, war bis 1994 in Betrieb.
6. Die Erletmühle (Stollmühle, Georgenmühle, Kaarmühle) in Erlet gehörte einst zum Hofgericht Schlägl. Sie wurde 1526 als Stollmühle erwähnt (nach dem als Stollhof bezeichneten Klostermeierhof). 1571 besaß Georg Neundlinger die Mühle (deshalb Georgenmühle), ab 1775 war sie im Besitz der Familie Kaar, welche den Mühlenbetrieb 1952 einstellte.
7. Die Berndlmühle in Aigen-Schlägl gehörte 1578 dem Veit Berndlmüller und war laut altem Grundbuch eine Mühle mit Säge und Ölgang.
8. Die Baumgartenmühle in Schlägl gehörte 1578 dem Georg Plankhenauer. Der Mühlenbetrieb wurde 1963 eingestellt, Leinöl wurde noch bis etwa 1970 ausgeschlagen. Die Säge war bis 1995 in Betrieb, 1996 wurde dort das Gartencenter Lindorfer eröffnet.
9. Die Stegmühle wurde im Jahr 1708 vom Stift Schlägl erworben und von der großen Pfarre Rohrbach nach Aigen umgepfarrt. Außer Brennholz wurde auch Blochholz bis Schlägl getriftet, das bis 1930 in der stiftseigenen Sägemühle zu Bauholz geschnitten wurde. Nur 200 Meter weiter flussabwärts stand die Klosterschnmiede (Krennschmiede) an jener Stelle, wo 1974 die Raika Schlägl errichtet wurde.
10. Die Bruckmühle unterhalb der Einmündung des Krenbaches gehörte 1619 dem Ehepaar Andre und Sabine Löffler. Das Hauptgebäude wurde um 1940 abgerissen.
11. Die Pfeffermühle in der Ortschaft Steineck (Gemeinde Rohrbach-Berg) wurde 1456 erstmals urkundlich erwähnt. 1910 wurde eine Gleichstromanlage eingebaut. Nachdem Herr Stögmüller 1956 auf das Wasserrecht verzichtete, errichtete die Firma Krenn an der Stelle der früheren Säge ein Elektrizitätswerk.
12. Die Knollmühle in der Ortschaft Minihof (Gemeinde St. Oswald bei Haslach) gehörte 1640 dem Ehepaar Veit Knollmüller und Maria Gumpenberger und war bis 1949 in Betrieb.
13. An der Furtmühle, die 1610 dem Mathias und der Maria Knogler gehörte, führte ein Salzhandelsweg von der Donau nach Böhmen vorbei, und an der Furt, die damals ein hölzerner Steg war, wurde Maut eingehoben. Die Mühle war bis 1954 in Betrieb, die Säge bis etwa 1960. Danach wurde ein Gasthaus dort eingerichtet.
14. Die Herrenmühle in Haslach gehörte 1379 noch zur Herrschaft Rosenberg und war dann bis 1684 im Besitz von Stift Schlägl. Im Jahr 1842 brannte die Herrenmühle samt Wohnhaus, Säge und Brücke ab. Weitere verheerende Brände gab es 1867 und 1896. 1901 kaufte Heinrich Vonwiller die Liegenschaft, und in der ehemaligen Herrenmühle wurden Wohnungen für Fabriksbedienstete der Textilfabrik Vonwiller eingerichtet.
15. Die Stahlmühle (Stallmühle) in Haslach gehörte vor 1379 ebenfalls zur Herrschaft Rosenberg. Die Stahlmühle brannte am 3. Mai 1846 samt Wohnhaus und Hammerschmiede und erneut am 15. Dezember 1902 samt Wohnhaus, Säge und Stallungen ab. In der Stallmühle hat sich als letzter und einziger Mühle im Oberen Mühlviertel das einst weit verbreitete Warmpressen von Leinöl bis ins 21. Jahrhundert erhalten.
16. Die Magerlmühle in Nößlbach, auf der im Jahr 1620 Martin und Maria Mühlsteiner erwähnt wurden, war bis in die 1930er-Jahre in Betrieb.
17. In der Teufelsbruckmühle in Frindorf zeugt ein Haustor-Überleger aus dem Jahr 1620 vom hohen Alter der Bausubstanz. Mühle und Säge mussten 1914 einem E-Werk der Gemeinde Rohrbach weichen.
18. Die Schönbergmühle ist bereits 1674 in einem Kupferstich von Georg Matthäus Vischer am Fuße der Burg Schönberg abgebildet.
19. Die Iglmühle, die im Jahr 1600 dem Ehepaar Wolfgang und Salome Azesberger gehörte, liegt in der Ortschaft Iglbach (Gemeinde Auberg) und wurde bis Ende der 1950er-Jahre betrieben.
20. Die Hofmühle war 1599 im Besitz von Georg Niernperger. Sie stand in der Ortschaft Oberfeichtenbach (Gemeinde Altenfelden) gegenüber der Burg Pürnstein. Nachdem die Mühle 1891 abgebrannt war, erwarb Mathias Grubauer die Brandstätte und errichtete dort eine Pappenfabrik.
21. Die Langhalsen-Mühl dürfte bereits Anfang des 16. Jahrhunderts existiert haben, weil im Urbar der Herrschaft Marsbach zu jener Zeit eine Wehr genannt wird. 1923/24 wurde der Ort samt Schloss Langhalsen und allen Häusern abgerissen, und den Stausee Langhalsen als Wasserspender für das Speicherkraftwerk Partenstein aufzustauen.
22. Die Plankenmühle lag in Etzleinsberg am Bairachbach, die Wehr wurde aber von der Großen Mühl abgezweigt. Der Name der Mühle deutet darauf hin, dass sie wahrscheinlich eine Mühle der Herrschaft Blankenberg war. Nach der Errichtung des oberhalb gelegenen Stausees Langenstein im Jahr 1924 konnte die Mühle wegen des wechselnden Wasserstandes an der Mühl nicht mehr regelmäßig betrieben werden. Im Frühling 1945 wurde die nahe Brücke beim Einmarsch der Amerikaner gesprengt, die in Brand geschossene Plankenmühle wurde nicht mehr aufgebaut.
23. Die Bruckmühle in Etzleinsberg war 1670 im Besitz von Zacharias und Magdalena Huebmer. Der jeweilige Besitzer der Bruckmühle war verpflichtet, das „Hochgericht zu pauen“, also nach Todesurteilen den Galgen aufzurichten. Erst im 19. Jahrhundert wurde die Richtstätte vom Neufeldener Galgenberg nach Marsbach verlegt. Das Wasserrecht wurde wie bei der Plankenmühle 1924 aus dem Wasserbuch der Bezirkshauptmannschaft Rohrbach gelöscht.
24. Die Krenmühle (Hofmühle) war eine kleine Malzmühle, die bis etwa 1792 der Herrschaft Grub gehörte und die herrschaftliche Brauerei mit Malz belieferte. Die Krenmühle hatte die Müllergerechtigkeit bis 1852, im Brauhaus Grub konnte bis um 1895 Bier getrunken werden.[7]
25. Die Ebenmühle lag östlich von Gumpesberg und war 1615 im Besitz von Hannßen und Catharina Past. In den 1920er-Jahren kaufte die Oberösterreichische Kraftwerke AG die Mühle und legte sie still, weil kein Wasser mehr zum Betrieb von Mühle und Säge vorhanden war.
26. Die Mühle zu Partenstein lag gegenüber von Schloss Partenstein und diente wahrscheinlich als Hofmühle, in der die Partensteiner Untertanen ihr Getreide mahlen ließen. Die Mühle wurde 1923 im Zuge des Kraftwerkbaus außer Betrieb genommen und in den 1970er-Jahren abgerissen.

Weitere rund 40 Mühlen lagen an den Nebenflüssen der Großen Mühl, über 50 Mühlen lagen außerdem im Einzugsgebiet der Kleinen Mühl.

## Geschichte
Seit dem 13. Jahrhundert bildete die Große Mühl die westliche Grenze des Landgerichts Waxenberg.
Von Ende des 18. bis Anfang des 20. Jahrhunderts wurde das Holz aus dem Schwarzenberger Schwemmkanal über den Zwettlbach und die Große Mühl zur Donau geschwemmt.
1991 wurde die Brücke über die Große Mühl als höchste Straßenbrücke Oberösterreichs und Teil der Rohrbacher Straße B127 eröffnet.

## Ökologie
Die Große Mühl hat eine hohe Wasserqualität (Stufen 1–2) und eine mittlere Durchflussmenge von 8,8 m³ pro Sekunde im Oberlauf.
Der Oberlauf ist relativ naturbelassen und liegt im Natura-2000-Gebiet Böhmerwald-Mühltäler. Das Quellgebiet am Dreisessel, die Torfau bei Ulrichsberg und die Hangwälder im Tal der Großen Mühl bei Kleinzell im Mühlkreis sind dabei Naturschutzgebiet.
Das malerische Flusstal zwischen Neufelden und der Mündung in die Donau, im Oberen Donautal etwas unterhalb der Schlögener Schlinge, wird gerne als Wanderziel genutzt.

### Fauna
In und an der Großen Mühl leben unter anderem Flussperlmuschel, Fischotter, Biber, Wasseramsel, Eisvogel, Graureiher, Gänsesäger, Uhu, Weißstorch (Haslach an der Mühl) und der Schwarzstorch (Schwarzenberg am Böhmerwald).